# 422
Năm 422 là một năm trong lịch Julius.